# Fesches-le-Châtel
Fesches-le-Châtel és un municipi francès situat al departament del Doubs i a la regió de Borgonya - Franc Comtat. L'any 2007 tenia 2.236 habitants.

## Demografia

### Població
El 2007 la població de fet de Fesches-le-Châtel era de 2.236 persones. Hi havia 924 famílies de les quals 294 eren unipersonals (151 homes vivint sols i 143 dones vivint soles), 231 parelles sense fills, 303 parelles amb fills i 96 famílies monoparentals amb fills.
La població ha evolucionat segons el següent gràfic:
Habitants censats

### Habitatges
El 2007 hi havia 1.041 habitatges, 949 eren l'habitatge principal de la família, 11 eren segones residències i 80 estaven desocupats. 683 eren cases i 351 eren apartaments. Dels 949 habitatges principals, 602 estaven ocupats pels seus propietaris, 334 estaven llogats i ocupats pels llogaters i 14 estaven cedits a títol gratuït; 7 tenien una cambra, 62 en tenien dues, 178 en tenien tres, 293 en tenien quatre i 409 en tenien cinc o més. 749 habitatges disposaven pel capbaix d'una plaça de pàrquing. A 416 habitatges hi havia un automòbil i a 395 n'hi havia dos o més.

### Piràmide de població
La piràmide de població per edats i sexe el 2009 era:
| Homes | Edats   | Dones |
| ----- | ------- | ----- |
| 0     | 95 o +  | 0     |
| 0     | 90 a 94 | 12    |
| 8     | 85 a 89 | 8     |
| 12    | 80 a 84 | 20    |
| 28    | 75 a 79 | 60    |
| 44    | 70 a 74 | 56    |
| 56    | 65 a 69 | 36    |
| 32    | 60 a 64 | 60    |
| 56    | 55 a 59 | 52    |
| 96    | 50 a 54 | 44    |
| 64    | 45 a 49 | 56    |
| 100   | 40 a 44 | 64    |
| 84    | 35 a 39 | 112   |
| 100   | 30 a 34 | 76    |
| 88    | 25 a 29 | 92    |
| 56    | 20 a 24 | 44    |
| 84    | 15 a 19 | 60    |
| 64    | 10 a 14 | 60    |
| 48    | 5 a 9   | 72    |
| 64    | 0 a 4   | 64    |

## Economia
El 2007 la població en edat de treballar era de 1.476 persones, 1.091 eren actives i 385 eren inactives. De les 1.091 persones actives 986 estaven ocupades (559 homes i 427 dones) i 105 estaven aturades (54 homes i 51 dones). De les 385 persones inactives 127 estaven jubilades, 122 estaven estudiant i 136 estaven classificades com a «altres inactius».

### Ingressos
El 2009 a Fesches-le-Châtel hi havia 980 unitats fiscals que integraven 2.323,5 persones, la mediana anual d'ingressos fiscals per persona era de 17.795 €.

### Activitats econòmiques
Dels 61 establiments que hi havia el 2007, 1 era d'una empresa extractiva, 3 d'empreses alimentàries, 2 d'empreses de fabricació de material elèctric, 1 d'una empresa de fabricació d'elements pel transport, 5 d'empreses de fabricació d'altres productes industrials, 9 d'empreses de construcció, 13 d'empreses de comerç i reparació d'automòbils, 1 d'una empresa de transport, 5 d'empreses d'hostatgeria i restauració, 1 d'una empresa financera, 4 d'empreses immobiliàries, 6 d'empreses de serveis, 5 d'entitats de l'administració pública i 5 d'empreses classificades com a «altres activitats de serveis».
Dels 19 establiments de servei als particulars que hi havia el 2009, 1 era una oficina de correu, 1 una oficina bancària, 2 paletes, 3 guixaires pintors, 1 fusteria, 3 lampisteries, 3 perruqueries, 3 restaurants i 2 agències immobiliàries.
Dels 7 establiments comercials que hi havia el 2009, 1 era una botiga de més de 120 m², 2 fleques, 1 una fleca, 1 una peixateria, 1 una sabateria i 1 una joieria.
L'any 2000 a Fesches-le-Châtel hi havia 5 explotacions agrícoles.

## Equipaments sanitaris i escolars
L'únic equipament sanitari que hi havia el 2009 era una farmàcia.
El 2009 hi havia 1 escola maternal i 1 escola elemental.

## Poblacions més properes
El següent diagrama mostra les poblacions més properes.